# Sara Collins
Sara Collins (ur. 22 sierpnia 1990) – australijska judoczka oraz zawodniczka mieszanych sztuk walki (MMA). 
Uczestniczka mistrzostw świata w 2010, 2011 i 2013. Startowała w Pucharze Świata w latach 2009-2015. Siódma na igrzyskach wspólnoty narodów w 2014. Zdobyła pięć medali mistrzostw Oceanii w latach 2011 - 2015. Brązowa medalistka mistrzostw Wspólnoty Narodów w 2012. Mistrzyni Australii w 2010, 2012, 2013 i 2015 roku.

## Lista zawodowych walk w MMA[5]
| Wynik   | Bilans | Przeciwnik (bilans przed walką) | Rozstrzygnięcie                             | Runda | Czas | Rozgrywki                                        | Data       | Miejsce    | Uwagi                                                                       |
| ------- | ------ | ------------------------------- | ------------------------------------------- | ----- | ---- | ------------------------------------------------ | ---------- | ---------- | --------------------------------------------------------------------------- |
| Wygrana | 6-0    | Leah McCourt (8-3)              | Poddanie (duszenie zza pleców)              | 1     | 2:25 | Bellator Champions Series 5: McCourt vs. Collins | 14.09.2024 | Londyn     | Main Event                                                                  |
| Wygrana | 5-0    | Sinead Kavanagh (9-5)           | Decyzja (niejednogłośna)                    | 3     | 5:00 | Bellator 299: Eblen vs. Edwards                  | 23.09.2023 | Dublin     |                                                                             |
| Wygrana | 4-0    | Pam Sorenson (9-5)              | Poddanie (Arm Lock From Scarf Hold)         | 1     | 2:43 | Bellator 293                                     | 31.03.2023 | Temecula   | Debiut w Bellator MMA.                                                      |
| Wygrana | 3-0    | Jamie Edenden (0-0)             | Decyzja (jednogłośna)                       | 3     | 5:00 | Eternal MMA 64                                   | 19.03.2022 | Gold Coast |                                                                             |
| Wygrana | 2-0    | Annie Thatcher (2-0)            | Poddanie (dźwignia prosta na staw łokciowy) | 2     | N/A  | Demolition Fight Series 4                        | 20.11.2021 | Melbourne  | Zdobyła pas mistrzyni Demolition Fight Series w wadze piórkowej. Main Event |
| Wygrana | 1-0    | Gase Sanita (0-0)               | Decyzja (jednogłośna)                       | 3     | 5:00 | Hex Fight Series 19                              | 06.09.2019 | Flemington | Debiut w zawodowym MMA.                                                     |